# جيزاني الإمام
قرية جيزاني الإمام وهي قرية تتبع مدينة هبهب وتقع في محافظة ديالى شرق العراق.